# Parchau
Parchau ist ein Ortsteil der Stadt Burg (bei Magdeburg) im Landkreis Jerichower Land in Sachsen-Anhalt.

## Lage
Jeweils zwei Kilometer entfernt von Parchau fließen nördlich die Elbe und südlich der Elbe-Havel-Kanal. Die Landschaft wird von dem zur Elbe hin gelegenen Auengebiet „Havelsche Mark“, auch als Elbtalaue bezeichnet, den Ort einrahmenden Kiefernwäldern sowie dem Parchauer See (50 Hektar) am nördlichen Ortsrand und dem  Herrenseegraben geprägt. Das westliche Waldgebiet steigt zu den 54 Meter hohen „Schwarzen Bergen“ an. Parchau liegt abseits der Verkehrswege an der Kreisstraße 1208, die südlich direkt nach Burg und nach Westen hin zum 2,5 Kilometer entfernten Nachbarort Ihleburg führt. Westlich befinden sich ein Campingplatz und eine Bungalowsiedlung.

Parchau an der Elbe

## Geschichte
Der 1188 in einer Besitzurkunde des Magdeburger Nikolaistiftes erstmals erwähnte Ortsname „Parchowe“ ist altslawischen Ursprungs, sodass angenommen werden kann, dass hier bereits im 5. oder 6. Jahrhundert die zu den Slawen gehörenden Liutizen siedelten. Auf Veranlassung des Erzbischofs Wichmann geht der Ort 1191 in den Besitz des Magdeburger Kloster Berge über. In einer Urkunde von 1288 ist eine nach dem Ort benannte Familie verzeichnet, vertreten durch Borchard de Parchau. Der Parchauer See findet zum ersten Mal in einer Urkunde von 1328 Erwähnung, 1342 wird erstmals von einer Kirche als Filialgemeinde von Ihleburg die Rede. Spätestens seit Mitte des 15. Jahrhunderts war Parchau ein Rittergut, seit 1459 gehörte es der Adelsfamilie von Treskow. Im 18. Jahrhundert waren zunächst die von Wulffen Gutsherren, 1785 erwarb die Familie von Werder das Gut, ehe es 1815 für 32.000 Taler von der Ortsgemeinde erworben, parzelliert und von Einzelbewirtschaftern übernommen wurde.

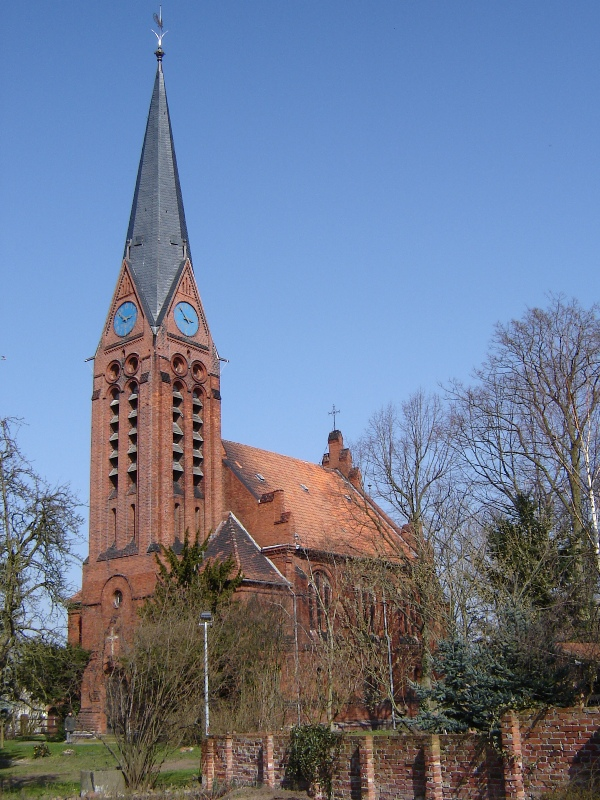
Kirche Parchau

Lebten die Einwohner Parchaus im Mittelalter vorwiegend von der Landwirtschaft und dem Fischfang, kamen nach dem Dreißigjährigen Krieg zahlreiche Handwerker wie Müller, Stellmacher, Sattler und Schmiedemeister hinzu. Seit Mitte des 18. Jahrhunderts wurde bei Parchau eine Wassermühle/Schiffmühle betrieben. Da die im 19. Jahrhundert entstandenen modernen Verkehrswege weit an Parchau vorbeiführten, blieb der Ort auch von der um diese Zeit sich entwickelnden Industrie unberührt und behielt einen vorwiegend landwirtschaftlichen Charakter.
Mit der Einführung der preußischen Verwaltungsreform von 1815 wurde Parchau in den Kreis Jerichow I mit der Kreisstadt Burg eingegliedert. In der 1. Hälfte des 20. Jahrhunderts blieb die Einwohnerzahl nahezu konstant, waren es 1910 845 Einwohner, hatte sich die Zahl 1939 nur geringfügig auf 833 verringert. Als die DDR 1952 eine erneute Gebietsreform durchführte, kam Parchau in den Kreis Burg. Bei der Volkszählung von 1964 wurden 927 Einwohner festgestellt. Am 1. Dezember 2002 wurde Parchau in die Stadt Burg eingemeindet.

## Gedenkstätten
- Gedenkstein in der Ortsmitte zur Erinnerung an den KPD-Vorsitzenden Ernst Thälmann, der 1944 im KZ Buchenwald ermordet wurde
- Gedenktafel am Dorfeingang für den kommunistischen Jugendfunktionär Conrad Blenkle, der 1943 in Berlin-Plötzensee ermordet wurde

## Bauwerke
- Dorfkirche Parchau

## Verkehr
Parchau liegt an der Kreisstraße K 1208 zwischen Burg und Ihleburg. Ein Bus der Nahverkehrsgesellschaft Jerichower Land mbH, Mitglied des Magdeburger Regionalverkehrsverbund GmbH – marego, verkehrt regelmäßig.

## Vereine
Es gibt eine Freiwillige Feuerwehr, einen Natur- und Heimatverein, einen Fischereiverein, Sportverein und andere.